# Piriform
Piriform – przedsiębiorstwo produkujące oprogramowanie z siedzibą w West End w Londynie w Wielkiej Brytanii. Dotychczasowymi programami firmy są CCleaner, Recuva, Defraggler, Speccy, CCleaner for Android, CCleaner Business Edition, CCleaner Network Edition i Agomo, które przeznaczone są dla systemów Android i Windows. Dwa kolejne programy są w produkcji.
Słowo piriform oznacza „w kształcie gruszki”. Znaczenie to jest odzwierciedlane w logo firmy, w którym widnieje gruszka zamiast litery „o”.
19 lipca 2017 roku spółka Piriform została przejęta przez Avast Software.

## Programy
- CCleaner
- CCleaner Browser
- Recuva
- Defraggler
- Speccy